# Салов, Илья Александрович

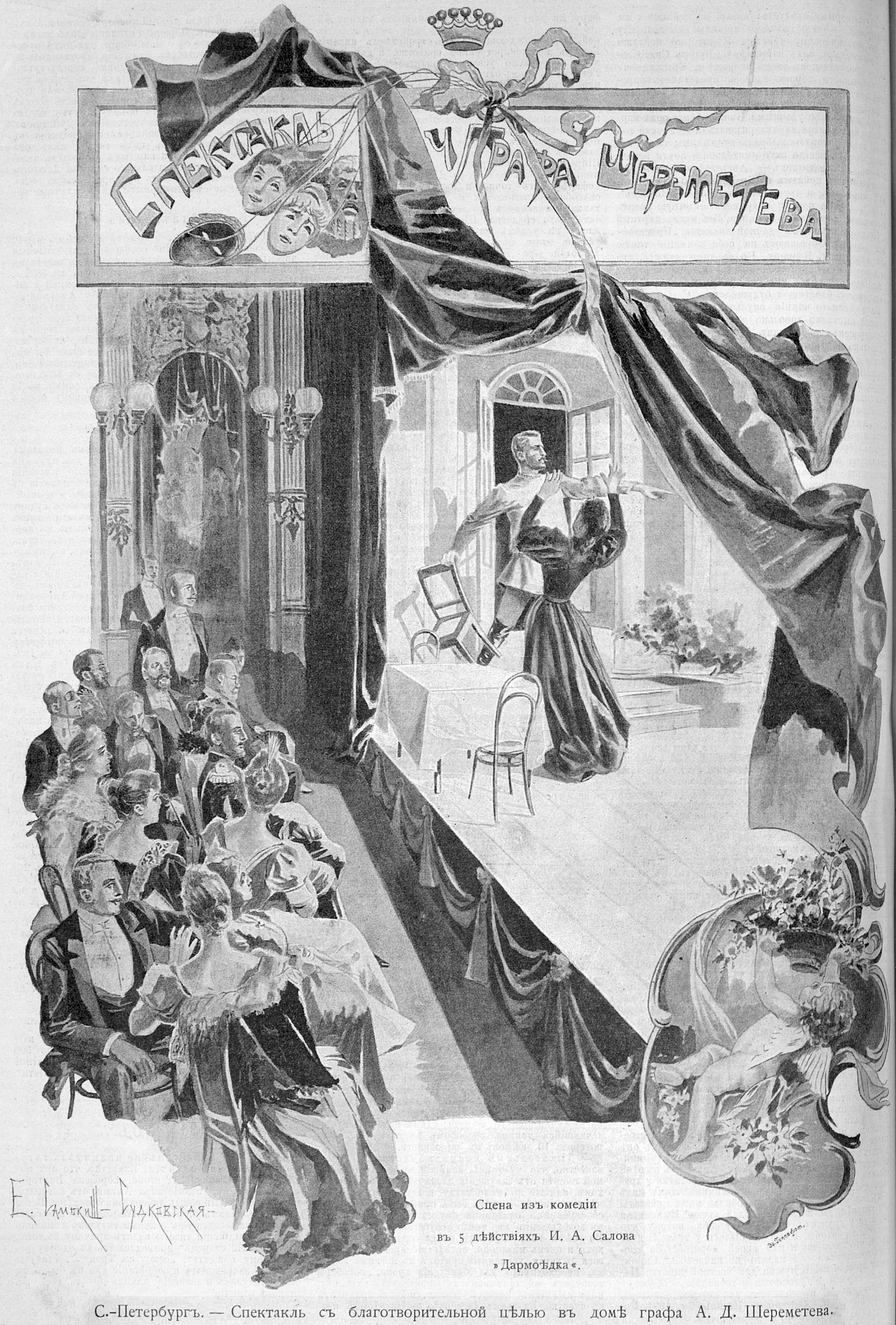
Комедия И. А. Салова в доме графа А. Д. Шереметева, 1894 год

Илья́ Алекса́ндрович Салов (6 (18) апреля 1834 года, Пенза — 24 декабря 1902 (6 января 1903) года, Саратов) — русский прозаик и драматург, переводчик.

## Биография
Детство писателя прошло неподалёку от Пензы в родовом имении отца Никольском. В доме своего опекуна А. Тучкова он часто встречал Н. П. Огарева, к которому проникся симпатией. Учился в Пензенской гимназии. Уже в 5-м классе написал повесть «Дядюшка и племянник» и рассказ «Забытая усадьба». Однако закончить гимназию Салову не удалось, так как летом 1850 года в результате пожара было уничтожено Никольское и семья писателя оказалась разорена. В поисках средств к жизни Салов в 1854 году уехал в Москву, где ему удалось поступить на службу в канцелярию Московского губернатора И. В. Капниста. Службу сочетал с литературной деятельностью. К этому времени относятся его переводы модных французских пьес. Мелодрама «Нищая» О. Анисе-Буржуа и М. Массона, переведенная совместно с С. Родиславским, в 1854 году была поставлена на сцене Малого театра и имела шумный успех. В том же году Салов написал и издал за свой счет собственные пьесы «Битва под Ахалцихом» и «Харитон». В 1858—1859 гг. одно за другим печатаются произведения Салова: повесть «Пушиловский регент» и рассказ «Забытая усадьба» («Русский вестник»), рассказы «Лесник» («Современник»), «Мертвое тело» («Отечественные записки»). Написанные под ощутимым влиянием тургеневских «Записок охотника», эти произведения проникнуты осуждением крепостнических отношений, искренним сочувствием к «маленьким людям» — жертвам социального гнета.
Литературная репутация Ильи Александровича упрочилась во 2-й половине 1870-х годов, когда в «Отечественных записках» появился ряд его повестей: «Мельница купца Чесалкина», «Грызуны», «Аспид», «Ольшанский барин». Закрытие по личному распоряжению главного цензора России «Отечественных записок» в 1884 году было воспринято Саловым как тяжелый личный удар. «Я словно лишился пристанища и не знал, куда мне деться», — вспоминал писатель. С этого времени произведения Салова печатались преимущественно в «Русской Мысли». Его «Сочинения» вышли и в отдельном издании (3 т., Санкт-Петербург, 1884 — 92); отдельно изданы также сборники его рассказов под заглавием «С натуры» (Санкт-Петербург, 1893) и «Суета мирская» (Москва, 1894).
В апреле 1895 года писатель, продолжавший служить и заниматься литературным трудом, тяжело заболел. Но даже разбитый параличом, он работал, диктуя свои произведения. В 1890-х годах были написаны остро обличительный рассказ «Голодовка» (1892), роман «Уютный уголок» (1894), повесть «Практика жизни» (1895), рассказы «Синий чулок» (1894), «Филемон и Бавкида» (1897) и другие.
В 1870—1873 годах Салов в чине губернского секретаря служил исправляющим должность мирового посредника по 5-му и 3-му участкам Балашовского уезда Саратовской губернии. Салов по праву заслужил звание ходатая крестьянских интересов. Об этом он пишет в своих воспоминаниях «Умчавшиеся годы». В 1880-х годах в чине коллежского секретаря являлся депутатом Дворянского собрания Саратовской губернии от Балашовского уезда. В 1884 году Салов являлся почётным мировым судьей Балашовского судебного мирового округа, в дальнейшем утратил этот статус. В 1888 году являлся членом земского собрания Балашовского уезда. В 1893—1895 годах Салов в чине надворного советника служил земским начальником 10-го участка Балашовского уезда.
Илья Александрович Салов жил и был похоронен в селе Ивановка на территории современного Аркадакского района Саратовской области. В начале 80-х годов XX века земляк писателя Владимир Коршунов нашел в овраге памятный валун, сброшенный некогда сюда с могилы И. А. Салова. Ивановка досталось ему в наследство от генерал-майора Ф. Ф. Салова, родного брата его отца, в конце 1860-х годов, где он и проживал постоянно с этого времени.

## Сочинения
- Сочинения. Т. 1-6. СПб., изд. Маркса, 1909
- Сочинения. Т. 1-2. СПб., изд. Вольф, 1884
- Мелочи жизни. — М., 1899.